# Bilma
Bilma è un comune urbano del Niger, capoluogo del dipartimento omonimo nella regione di Agadez.
Si trova sotto le scogliere di Kaouar, in un'oasi. È conosciuta per i suoi giardini, per l'attività manifatturiera, ma soprattutto per essere stata fin dal medioevo una delle destinazioni delle carovane da Agadez, che vi si recavano per fare provvista di sale, prodotto nelle saline dell'oasi.